# PP-Mi-Sb
PP-Mi-Sb (cz. Protipìchotní mina stepinová betonová) – czechosłowacka stacjonarna, odłamkowa mina przeciwpiechotna.
Mina PP-Mi-Sb jest wzorowana na pochodzącej z okresu II wojny światowej niemieckiej minie Stock-Mine 43. PP-Mi-Sb ma korpus cylindryczny, wykonany z betonu, z zatopionymi odłamkami metalowymi. W dolnej części miny znajduje się drewniany kołek, w górnej otwór w który wkręcano zapalnik o działaniu naciągowym RO-8.